# دسترخوان
دسترخوان(اردو: دسترخوان) (پشتو: دسترخوان) 
(تاجیکی: дасторхон)، 
(ترکی آذربایجانی: dəstərxan)،
(قزاقی: дастархан)، 
(قرقیزی: дасторкон)، 
(گویش تونی: دسترخو) 

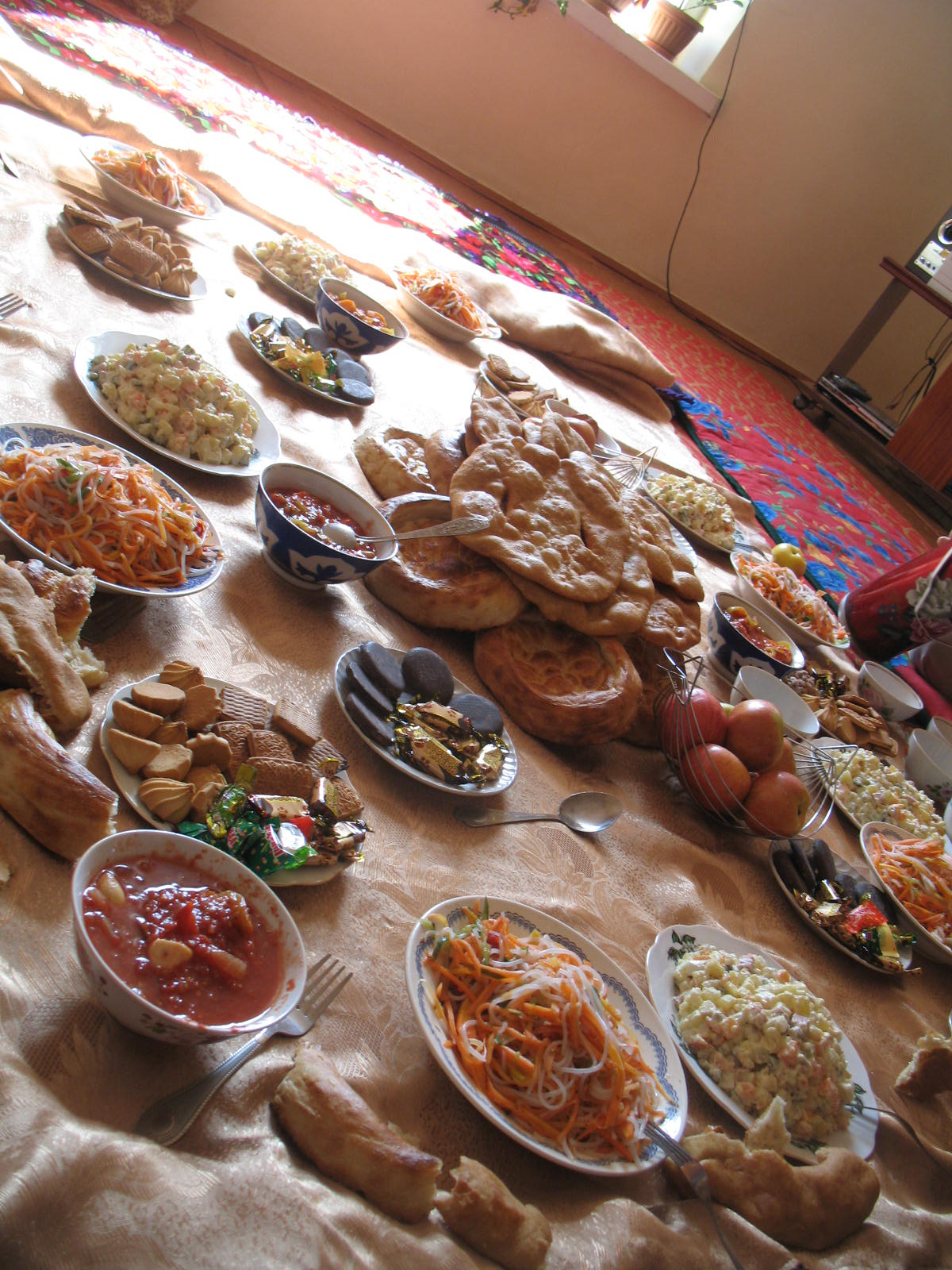
یک دسترخوان قرقیزی با انواع غذاها و پلو. آماده شده برای نوروز.

در خراسان، آسیای مرکزی و شبه‌قاره هند به سفره سنتی گفته می‌شود که بر روی آن غذا خورده می‌شود.
این نام ممکن است از سفره‌ای که بر روی زمین، کف، یا روی میز پهن می‌شود و به عنوان یک سطح بهداشتی برای استفاده از مواد غذایی استفاده می‌شود آمده باشد.